# Rokita (stacja kolejowa)
Rokita – stacja kolejowa w Rokicie, w województwie zachodniopomorskim, w Polsce. Zatrzymują się na niej regionalne pociągi osobowe relacji Szczecin Główny – Świnoujście oraz Szczecin Główny – Kamień Pomorski.

## Ruch pasażerski
| Rok  | Wymiana pasażerska na dobę |
| ---- | -------------------------- |
| 2017 | 100-149                    |
| 2022 | 150-199                    |